# Ehrenbürgerschaft des Landes Rheinland-Pfalz
Die Ehrenbürgerschaft des Landes Rheinland-Pfalz ist neben dem Verdienstorden die höchste Auszeichnung des Landes Rheinland-Pfalz. Sie wurde anlässlich des 80. Geburtstages von Fritz Walter geschaffen, da der Jubilar bereits mit allen anderen Ehrenzeichen geehrt worden war.
Die Ehrenbürgerschaft wurde seither kein weiteres Mal verliehen.

## Die Ehrenbürger des Landes Rheinland-Pfalz
1. Fritz Walter (* 31. Oktober 1920 in Kaiserslautern; † 17. Juni 2002 in Enkenbach-Alsenborn)
Fußballspieler, Ehrenspielführer der deutschen Fußballnationalmannschaft
Verleihung am 31. Oktober 2000
Mit der Verleihung anlässlich seines 80. Geburtstages wurden seine einzigartigen Verdienste um den deutschen Fußball, sein vorbildliches Engagement in der Jugendarbeit und sein gesellschaftliches Wirken gewürdigt. Er war stets Repräsentant der Idee vom anständigen Sport und vom anständigen Leben und blieb zeit seines Lebens ehrenamtlicher Botschafter für seine Heimat Rheinland-Pfalz.